# ميثاق الدرعية

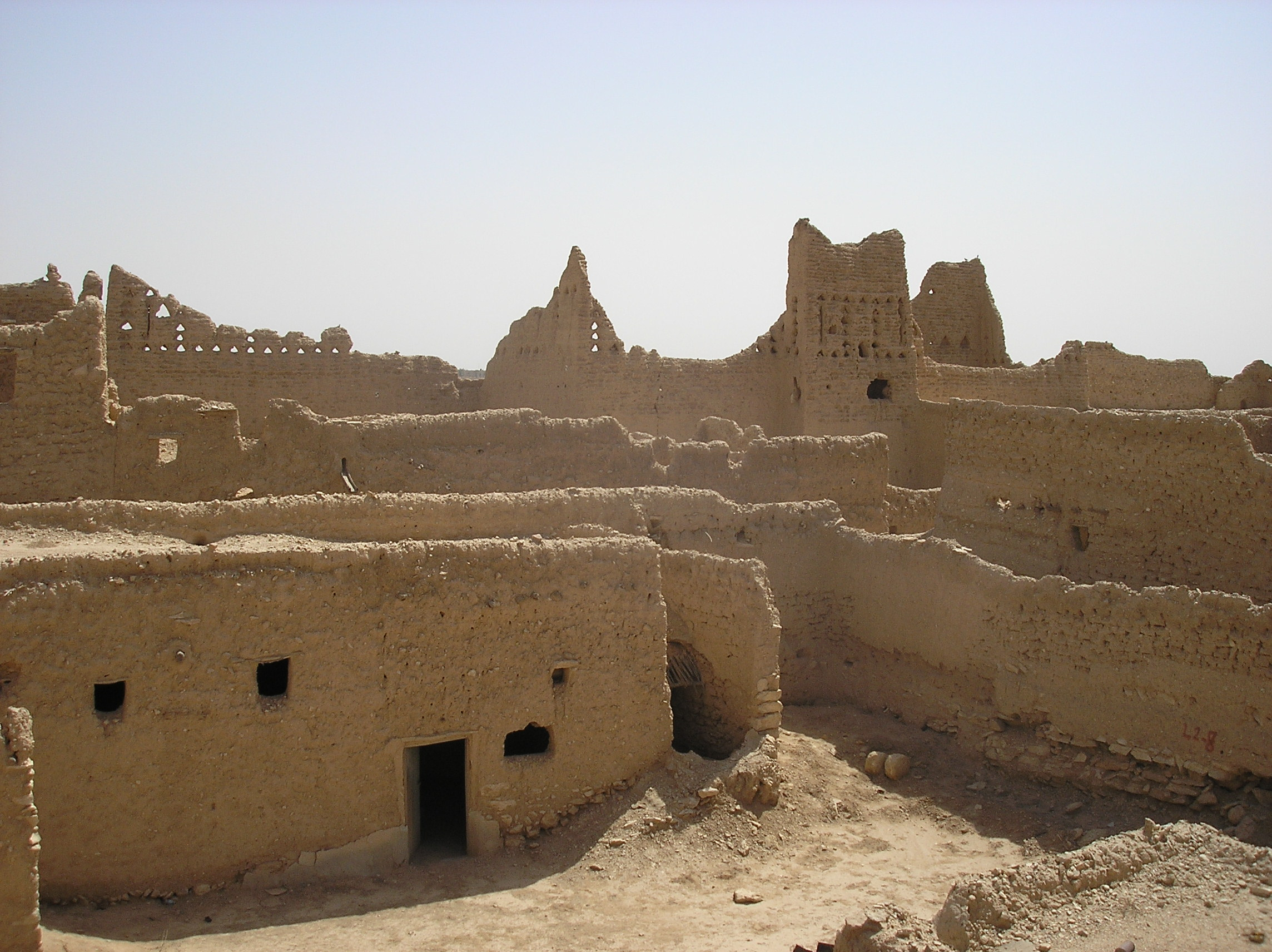
الدِّرْعِيَّة المكان الذي احتضن الميثاق.

ميثاق الدرعية هو اتفاق وقع بين أمير الدرعية الإمام محمد بن سعود والإمام محمد بن عبد الوهاب في عام 1157هـ الموافق 1744. اتفق الإمامان على الدعوة إلى تصحيح عقيدة الناس مما علق بها من الشرك والبدع والخرافات وذلك بالعودة إلى ما كان عليه النبي محمد والسلف الصالح، والقيام بواجب الأمر بالمعروف والنهي عن المنكر والجهاد في سبيل ذلك باللسان والسنان. بعد الميثاق بدأت الحركة الإصلاحية عملها، وانتشرت الدعوة السلفية، وأصبح لها نفوذ واسع ومؤيدون في أنحاء الجزيرة العربية وفي خارجها. يُعتبر الميثاق الأساس الذي نشأت عليه الدولة السعودية.

## تاريخ الميثاق
عندما بدأت دعوة محمد بن عبد الوهاب تنتشر وتحارب البدع والخرافات التي كانت منتشرة في ذلك الوقت في نجد خاصة والجزيرة العربية عامة، تعرضت الدعوة للمضايقات في محاولات قام بها البعض للتخلص من محمد بن عبد الوهاب، وعندما شعر بذلك قرر الارتحال من بلدته العيينة إلى الدرعية. كان معظم حكام المنطقة قد أوجسوا خيفة من احتضان هذه الدعوة وذلك خوفًا ممن قد يواجهونه لا سيما أن هناك الكثيرين ممن كان لا يرى في المبتدعات والخرافات التي كان محمد بن عبد الوهاب يحاربها أي مخالفة.
في هذا الوقت كان محمد بن سعود بن محمد بن مقرن حاكمًا على الدرعية، وكان واسع النفوذ وله مكانة لدى أهل الدرعية، بالإضافة لكونه حاكم مرهوب الجانب، كما أن الدرعية مدينة حصينة وأمينة، وكانت الدرعية بلدة لم تكن المخالفات الشرعية والبدع قد انتشرت بين أهلها، ولهذا السبب بات الجو العام في البلدة صالحًا ومواتيًا لاستقبال دعوة ابن عبد الوهاب الذي بدأ ينشرها في المنطقة ويدعو إلى اتباعها. لما وصل محمد بن عبد الوهاب إلى الدرعية سار إليه محمد بن سعود في بيت ابن سويلم، ورحب به قائلاً: «أبشر ببلاد خير من بلادك، وأبشر بالعز والمنعة»، فقال ابن عبد الوهاب: «وأنا أبشرك بالعز والتمكين، وهذه كلمة لا إله إلا الله، من تمسك بها وعمل بها ونصرها مَلك بها البلاد والعباد، وهي كلمة التوحيد، وأول ما دعت إليه الرسل، من أولهم إلى آخرهم». لا تذكر المصادر تاريخًا محددًا لهذه المقابلة، ولكنها كانت بعد قدوم محمد بن عبد الوهاب إلى الدرعية بفترة قصيرة.
خشي محمد بن سعود أمرَين إن قام بنصرة دعوة الشيخأولهما: أن يهجره الشيخ إلى مكان آخر ويستبدل به غيره، ثانيهما: أن يقف الشيخ في وجه ما يأخذه من مال من أهل الدرعية، لذلك أراد ابن سعود أن يكون بينه وبين صاحب الدعوة عهدًا وميثاقًا، فقال له: «يا شيخ إن هذا دين الله ورسوله الذي لا شك فيه، وأبشر بالنصرة لك ولما أمرت به والجهاد لمن خالف التوحيد، ولكن أريد أن أشرط عليك شرطين اثنين: الأول: نحن إذا قمنا بنصرتك والجهاد في سبيل الله وفتح الله لنا ولك البلدان، أخاف أن ترحل عنا وتستبدل بنا غيرنا، الثاني: إن لي على الدرعية قانونًا (أي ما يدفعه الضعيف إلى القوي ليحميه ويدافع عنه) آخذه منهم في وقت الثمار، وأخاف أن تقول لا تأخذ منهم شيئاً». أجاب الشيخ: «أيها الأمير أما الأول فابسط يدك الدم بالدم والهدم بالهدم، وأما الثاني فلعل الله أن يفتح لك الفتوحات، فيعوضك الله من الغنائم ما هو خير منها». ثم بسط محمد بن سعود يده وبايع محمد بن عبد الوهاب على نصرة دين الله ورسوله، والجهاد في سبيل الله، وإقامة شرائع الإسلام، والأمر بالمعروف والنهي عن المنكر.
يقول المؤرخ حسين بن غنام: «وقد بقي الشيخ بيده الحلّ والعقد، والأخذ والإعطاء، والتقديم والتأخير، ولايركب جيش ولا يصدر رأي من محمد بن سعود ولا من ابنه عبدالعزيز، إلا عن قوله ورأيه. فلما فتح الله الرياض واتسعت ناحية الإسلام وأمنت السبل وانقاد كل صعب من باد وحاضر، جعل الشيخ الأمر بيد عبدالعزيز بن محمد بن سعود وفوض أمور المسلمين وبيت المال إليه». صارت الدرعية مركزًا لنشر دعوة محمد بن عبد الوهاب الإصلاحية، وتقاطر إليها طلاب العلم في الدين، الذين صاروا، فيما بعد أنصاراً للدعوة وللدولة، وبدأ الشيخ يبعث برسائله إلى أمراء البلاد المجاورة وزعماء القبائل، يبلغهم ما يدعو إليه من إحياء للدين، ومحاربة للبدع.

## زمن الميثاق

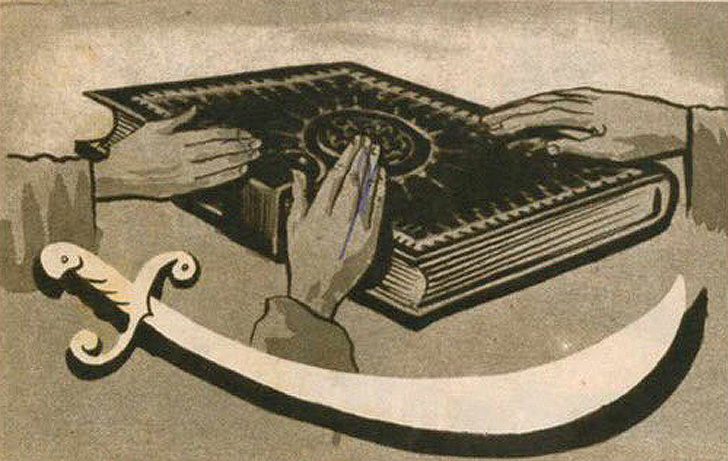
رسمة تعود لبداية القرن العشرين توثق أتفاق الدرعية.

يقول فهد الحواس مدير إدارة الاثار بالدرعية القديمة: «حين قدم المصلح الديني الكبير الشيخ محمد بن عبدالوهاب إلى الدرعية العام 1158 هـ - 1745، والتقى اميرها آنذاك محمد بن سعود الذي حكم الدرعية اربعين عاما 1725 -765، منها 20 عاما قبل لقاء الشيخ محمد بن عبدالوهاب، واتفقا على ميثاق الدرعية الذي نص على الجهاد في سبيل الله واعلاء كلمة التوحيد، والأمر بالمعروف والنهي عن المنكر، ومحاربة البدع والخرافات، تعهد الامام محمد بن سعود بحماية هذه الدعوة والدفاع عنها. وبهذا الميثاق التاريخي المهم فتح الزمن للدرعية ذراعيه وقامت فيها قاعدة حضارية وعاصمة عربية اسلامية بسطت نفوذها على جل الجزيرة العربية».
يقول عبد الرحمن العبد اللطيف وكيل محافظ الدرعية: «إن المؤرخين حددوا التاريخ الذي تم فيه الاتفاق بين الامام محمد بن سعود والشيخ محمد بن عبدالوهاب وهو بداية قيام الدولة السعودية الاولى بالعام 1158 هـ - 1745، اذ لم تكن في ذلك الوقت في نجد حكومة ذات انظمة واضحة او تشريعات ترعى مصالح الناس وتحميهم من الفوضى وعدم الاستقرار وكانت هناك مشايخ وقبائل واعيان بلدان، كل يعمل داخل دائرته وفق مصالحه، ومن هذه الإمارات امارة آل سعود في الدرعية، وامارة آل معمر في العيينه، وامارة دهام بن دواس في الرياض، وامارة بني خالد في الاحساء».
يقول عبد الله بن محمد بن خميس في كتابه الدرعية: «الدولة السعودية الأولى قامت بقيادة الإمام محمد بن سعود بن محمد بن مقرن بن مرخان بن إبراهيم بن موسى بن ربيعة بن مانع المولود بالدرعية عام 1100 هـ تقريباً على ما جاء في كتاب الدرعية وتولى امارتها سنة 1139 هـ وتوفي رحمه الله سنة 1179 هـ، وقد حكم 40 سنة منها 20 سنة بعد خروج الشيخ محمد بن عبدالوهاب للدرعية، وهو أول من ناصر الدعوة السلفية».

## بعد الميثاق
أخذ محمد بن عبد الوهاب بنشر دعوته على مستوى الدرعية وفي أوساطها، وكانت حلقات الذكر والتدريس، وبدأت بوادر حركة علمية وذهنية يعج بها مجتمع الدرعية، ولم تلبث أن تجاوزت حدودها وأريافها إلى البلدان الأخرى. أدرك الحكام المجاورون للدرعية أن السلطة التي يتمتعون بها مهددة، والمعنوية التي يتمتع بها العلماء في طريقها إلى الاضمحلال، وبدأ العداء يظهر بين الطرفين وكانت المقاومة اللسانية، وكان ابن عبد الوهاب يقابل هذا العداء بالرفق واللين، وسلك هذه السبيل ما وجد إلى ذلك سبيلاً، وإذا تعذر نجاح هذه الطريقة استعمل سبيل الجهاد ما شهر السلاح في وجهه وناصبه خصومه العداء طريقة الإسلام ومنهجه في ذلك.
وأخذت دعوة محمد بن عبد الوهاب في السيرورة لتغطية الجزيرة العربية جميعًا ومنها إلى عموم أقطار العالم الإسلامي يقوم لها أنصار وأعوان. وكانت خلاصة دعوة ابن عبد الوهاب التي سعى لنشرها هي الرجوع بالمسلمين إلى ما كان عليه سلف الأمة في صدر الإسلام عهد الخلفاء الراشدين رجوعًا صافيًا نقيًا من البدع والخرافات والأخذ بالنص الصريح والنقل الصحيح المتمثل في صحيح المنقول الذي لا يختلف مع صريح المعقول. وكما ساء الحكام والعلماء الذين يلون الدرعية في أول عهد دعوة ابن عبد الوهاب فتلاشى عداؤهم وبادوا، فكذلك ساء العلماء في أطراف الجزيرة العربية وخارجها، وناصبوها العداء وأعلنوا ضدها حربًا لا هوادة فيها.
كانت معركة الرياض أول معركة خاضها محمد بن سعود في سبيل نصرة الدعوة الاصلاحية واخضاع أهلها، وقد أرخ ابن بشر تلك المعركة بسنة 1159 هـ 1746، أي بعد الميثاق بعامٍ واحد، واستمرت المعارك بين الدرعية مقر الدولة السعودية الأولى ودهام بن دواس حاكم الرياض أكثر من ثلاث سنوات، واستمر الحال حتى سنة 1187 هـ 1773 حينما سار عبد العزيز بن محمد بن سعود على رأس حملة كبيرة فهاجم الرياض واستولى عليها بعد سبع وعشرين سنة. كان أول من استجاب لدعوة ابن عبد الوهاب هي بلدة حريملاء في سنة 1168 هـ الموافق 1754، ثم القويعية في سنة 1169 هـ 1755، ثم الوشم وسدير وثادق والحوطة وعدد من مناطق الجزيرة العربية. وصلت الدرعية درجة عالية من الاهتمام بالعلم حيث أصبحت الجهة التي يقصدها الطلاب في رحلاتهم العلمية لما تمثله من مركز علمي مرموق لاسيما بعد جلوس محمد بن عبد الوهاب في مسجده الذي كان يغص بطلاب العلم.

## انظُر أيضًا
- الدولة السعودية الأولى